# Radio UWM FM
Radio UWM FM – olsztyńskie radio akademickie.
Jego pełna nazwa koncesyjna brzmi Radio UWM FM. Początkowo pierwsze trzy litery nazwy były skrótem od Uniwersytetu Warmińsko-Mazurskiego, jednakże pod koniec 2004 roku doszło do jej przekształcenia, przez co skrót nabrał nowego znaczenia. Od tamtego czasu pierwsze trzy litery skrótu rozwija się jako „Uwierz w muzykę”, co miało nadać stacji bardziej młodzieżowego brzmienia i oddawać pełniej jej charakter. W obu przypadkach końcówka FM jest oznaczeniem pasma, na którym jest nadawany sygnał stacji.
Radio UWM FM powstało formalnie w grudniu 2000 roku, kiedy to otrzymało koncesję na nadawanie sygnału. Działalność rozpoczęło oficjalnie w czerwcu 2001 roku, nadając od tego czasu bezustannie program radiowy. Jego historia jest ściśle związana z Radiem Kortowo, które było prekursorem tego typu działalności w Olsztynie. UWM FM powstało na podwalinach wspomnianej stacji, m.in. nadając z tej samej lokalizacji co jego poprzednik.
Właścicielem stacji od momentu jej powstania jest Uniwersytet Warmińsko-Mazurski reprezentowany przez rektora. Jest on jedynym właścicielem rozgłośni i ma decydujący wpływ na charakter jej działalności. Radio UWM FM, będąc własnością uniwersytetu, nabiera szczególnego, niepowtarzalnego charakteru w skali regionu, stając się kuźnią młodych talentów dziennikarskich. Nie bez znaczenia jest również fakt, iż główna część załogi tworzącej program stacji jest osobami młodymi, bardzo często będącymi w trakcie zdobywania wyższego wykształcenia.

## Historia
Radio UWM FM powstało na podwalinach dwóch lokalnych radiowęzłów studenckich. Pierwsze z nich to Radio Kortowo działające przy Akademii Rolniczo-Technicznej, jedno z pierwszych w Polsce tego typu inicjatyw. W 1969 roku powstało przy Wyższej Szkole Pedagogicznej Radio Emitor. Po powstaniu w 1999 roku Uniwersytetu Warmińsko-Mazurskiego obie stacje połączyły się i powstało Radio UWM FM, które 28 grudnia 2000 roku otrzymało koncesję na nadawanie na częstotliwości 95,9 MHz. Pierwszym redaktorem naczelnym radia był Mirosław Hiszpański. W 2004 roku funkcję tę objął Łukasz Staniszewski, który piastował ją do lipca 2007 roku. W 2007 roku funkcję redaktora naczelnego objęła była dziennikarka Polskiego Radia Olsztyn Renata Siwecka, po jej ustąpieniu, od 2008 do 2014 roku stanowisko to piastowała Karolina Lewandowska. Obecnie redaktorem naczelnym jest Piotr Szauer.

## O Radiu
Radio nadaje 24 godziny na dobę. W serwisach informacyjnych pojawiają się informacje o Uniwersytecie Warmińsko-Mazurskim, wydarzeniach kulturalnych w Olsztynie, a także o wydarzeniach muzycznych. Radio organizuje różnego rodzaju plebiscyty, między innymi Belfer – plebiscyt na najpopularniejszego wykładowcę UWM, czy Kino Nostra – plebiscyt na najlepszy (zdaniem studentów) film.
Radio UWM FM jest stacją sformatowaną, o charakterze rockowym. Format rockowy reprezentowany jest w sferze muzycznej radia poprzez wysokie nasycenie jej muzyką tego gatunku. Radio emituje nagrania z danego zakresu, z założenia powstałe po 2000 roku. Oprócz rocka UWM FM nadaje muzykę pop, hip-hop i alternatywną, docierając w ten sposób do szerokich gustów osób młodych.
Format muzyczny stacji został dobrany w sposób, który zapewniałby jej dotarcie do pożądanej grupy docelowej, czyli młodzieży. Target stacji UWM FM został określony na osoby w przedziale wiekowym od 18. do 25. roku życia. Nie wyszczególniono przy tym preferencji dotyczących płci. Wykształcenie grupy docelowej Radio UWM FM określono na średnie, wyższe i niepełne wyższe, ze zdecydowanym naciskiem na to ostatnie. Wykształcenie to wiąże się ściśle z wiekiem odbiorców rozgłośni, przy czym położony jest nacisk na wyższy poziom intelektualny słuchaczy, co będzie miało wpływ na sposób doboru informacji do bloków serwisowych.
Według zapisów koncesyjnych Radio UWM FM jest rozgłośnią lokalną, nadającą w mieście Olsztynie i jego okolicach (do 30 km). W okresie próby średnia słuchalność rozgłośni wynosiła w grupie docelowej 20%. Badanie było przeprowadzone pod kątem osób, do których UWM FM kieruje swój program ze szczególnym naciskiem, czyli do ludzi w wieku 19–22 lat, o wykształceniu niepełnym wyższym. W strefie nadawania rozgłośni jest to najlepszy wynik pod kątem docierania do grupy docelowej.
Od 21 października 2004 roku Radio UWM FM należy do Grupy Polskie Rozgłośnie Akademickie, której przewodniczącym do lipca 2007 roku był Łukasz Staniszewski.